# Платовка (селище)
Пла́товка (рос. Платовка) — селище у складі Новосергієвського району Оренбурзької області, Росія.

## Населення
Населення — 500 осіб (2010; 548 у 2002).
Національний склад (станом на 2002 рік):
- росіяни — 81 %